# Найпростіші
Найпростіші (Protozoa, від дав.-гр. πρῶτος «перший» і ζῷα, форми множини ζῷον — «жива істота») — парафілетична або поліфілетична група одноклітинних або колоніальних еукаріотів, які мають гетеротрофний тип живлення. У різних системах має різний обсяг та ранг. Часто їй надають ранг царства.
Більшість найпростіших — мікроорганізми, але деякі (наприклад, колоніальні інфузорії зоотамніуми або поодинокі спіростомуми) досягають розмірів в декілька міліметрів і добре видні неозброєним оком. Справжніх багатоклітинних форм серед найпростіших немає (за винятком загадкових Myxozoa, які, ймовірно, є тваринами).
Термін «водорості» використовують для позначення фотосинтезуючих протистів — як мікроорганізмів, так і організмів, що мають макроскопічні розміри. Проте розрізнити найпростіших і водорості іноді важко. Наприклад, водорость Dinobryon має хлоропласти та фотосинтезує, а також рухлива і використовує готові органічні речовини. Змішаний (міксотрофний) тип живлення мають також деякі євгленові, які до того ж можуть безповоротно втрачати хлоропласти.

## Відкриття й дослідження
Відкриття найпростіших тварин тісно пов'язане з винайденням і вдосконаленням мікроскопа в XVII столітті голландцем з міста Делфт Антоні ван Левенгуком, який випадково виявив у краплі річкової води безліч різноманітних живих істот. 1673 року Левенгук повідомив Лондонське королівське товариство про відкритих ним «малесеньких звіряток». 
Найпростіших вивчає наука протозоологія. 

## Анатомія
Протозоа, як правило, мають розмір близько 2-200 мікрометрів; такі форми добре видно у світловий мікроскоп. Деякі поодинокі і колоніальні види (великі інфузорії, радіолярії та інші) можуть досягати й кількох мм і добре видні неозброєним оком. Найбільші найпростіші зустрічаються серед морських черепашкових корененіжок: батисифон завдовжки 5 см, черепашки викопних нумулітів діаметром до 6 см, глибоководні ксенофіофори до 20 см. Втім, усіх перерахованих організмів не завжди відносять до Protozoa. Найдрібніші найпростіші (токсоплазми і піроплазміди) мають розміри 1-2 мкм.
Представники типу найпростіших мають складну морфо-функціональну організацію. Протоплазма складається з цитоплазми і ядра (іноді кількох) типової будови. В цитоплазмі містяться органоїди: рецептори дотику, рівноваги, світлочутливі, нападу та захисту (трихоцисти, кнідоцисти). Тіло більшості вкрите плазматичною мембраною — плазмалемою. У багатьох (джгутикові, інфузорії) є ще й еластична оболонка — пелікула. Деякі найпростіші мають внутрішній або зовнішній скелет (раковини, вирости). Рухаються найпростіші за допомогою тимчасових випинів протоплазми — псевдоподій (ніби-ніжок) або постійних цитоплазматичних утворів — джгутиків, війок тощо. Лінійна швидкість пересування у різних видів досить різниться: 100 мкм/год у діатомової водорості Phaeodactylum tricornutum, 30 см/год у евглени Euglena gracilis, 1,17 м/год у динофлагеляти Gyrodinium dorsum.

## Фізіологія
За характером живлення найпростіші — гетеротрофи (лише деякі представники джгутикових — автотрофи), живляться бактеріями, одноклітинними водоростями, іншими найпростішими, детритом. Як хижаки вони живляться одноклітинними або нитчастими водоростями, мікроскопічними грибами, іншими видами протозоа, а як мікрофаги — бактеріями і детритом. Протозоа контролюють бактерійні популяції і регулюють їх біомасу. Протозоа можуть споживати їжу шляхом ендоцитозу — наприклад, амеби оточують їжу псевдоподіями і заковтують її.
Тверда пожива надходить у тіло найпростіших через будь-яку ділянку поверхні або через клітинний рот (цитостом), перетравлюється їжа в порожнині травної вакуолі. Виділення та газообмін здійснюються за допомогою пульсуючих вакуолей (скорочується кожні 5-8 хвилин) або через цитоплазматичні мембрани. Їжа перетравлюється досить тривалий час 12-24 години. Вакуолі виконують також функцію регуляції осмотичного тиску.
Розмножуються найпростіші шляхом поділу клітини (надвоє чи множинного) або пупкуванням. Відомий статевий процес — копуляція чи кон'югація. Деякі особини протозоа (наприклад, інфузорій, у яких одна особина утворює чоловічі і жіночі пронуклеуси, — аналог чоловічих і жіночих гамет) можна порівняти з гермафродитами. У інших видів (наприклад, малярійного плазмодія) чоловічі гамети (мікрогамети) утворюються з одних клітин, а жіночі (макрогамети) — з інших. У деяких одноклітинних, зокрема джгутикових, розмноження може відбуватися послідовним діленням клітини без стадій росту та збільшення об'єма дочірніх клітин. Такий процес називається палінтомія.
Важливою біологічною особливістю більшості найпростіших є здатність за несприятливих умов або на перших стадіях життєвого циклу утворювати цисти. Процес утворення цисти називають інцистування. 

## Поширення
Найпростіші поширені всесвітньо. Живуть у морях і океанах (2/3 описаних видів), прісних водоймах, в ґрунті, дуже багато паразитує в організмах тварин. Основною умовою їх існування є волога 

## Систематика
Протозоа — парафілетична або поліфілетична (залежно від розуміння її обсягу та родинних зв'язків її складових) група. Запровадження її назви часто приписують Річарду Оуену (близько 1860 року), хоча деякі автори вживали її й раніше (іноді для груп суттєво іншого обсягу). Раніше протозоа часто розглядали як підцарство царства тварин, тому ними займалася окрема дисципліна зоології — протозоологія. Зараз протозоа зазвичай відносять до царства протистів разом з водоростями і кількома групами грибоподібних (ооміцетами, лабіринтуломікотовими, міксоміцетами та інші) або виділяють в окреме царство. Протозоа зазвичай класифікували за способом пересування, хоча ця характеристика не відображає реальну спорідненість.
Чітких природних меж ця група не має. Різні автори включали до неї різні підгрупи, а деякі не виокремлювали її взагалі й розподіляли її вміст між іншими групами. У класифікації Ruggiero et al., 2015 (де їй надано рангу царства) вона мала такий склад:
- підцарство Eozoa
  - інфрацарство Euglenozoa
    - тип Euglenozoa

  - інфрацарство Excavata
    - тип Loukozoa
    - тип Metamonada
    - тип Percolozoa
- підцарство Sarcomastigota
  -     - тип Amoebozoa
    - тип Choanozoa
    - тип Microsporidia
    - тип Sulcozoa

Часто до складу Protozoa включали і інші групи, зокрема форамініфер, радіолярій, динофлагелят та інфузорій (у вищезгаданій системі їх усіх включено до складу царства Chromista).
У викопному стані найпростіші відомі з докембрію (наприклад, безсумнівні рештки черепашкових амеб із ряду Arcellinida відомі вже з відкладів віком 750 млн років — тонійський період неопротерозою).

## Екологія
Найпростіші є важливою ланкою в ланцюгах живлення водних тварин. Як компоненти мікро- і мейофауни водних екосистем, протозоа є важливою їжею для мікроскопічних безхребетних, а також мальків риб. Екологічна роль протозоа полягає в перенесенні бактерійної і водоростевої продукції на наступні трофічні рівні. Джгутиконосці — симбіонти термітів, а інфузорії — жуйних, вони допомагають хазяїнам перетравлювати целюлозу, грають виключно важливу роль в кругообігу органіки.

## Значення
Велику роль відіграють у процесах самоочищення, виступають важливими біологічними індикаторами ступеня забрудненості води. Викопні найпростіші, що мають мінеральні скелети (форамініфери, радіолярії), утворили потужні товщі земної кори, чимало їх є керівними скам'янілостями, за допомогою яких визначають відносний вік осадових порід; результати вивчення розподілу викопних корененіжок у геологічних нашаруваннях широко використовують при пошуках нафти та інших корисних копалин. Велике практичне значення має вивчення паразитичних найпростіших, збудників небезпечних хвороб людини і тварин (малярії, амебіазу, сонної хвороби, токсоплазмозу, піроплазмідозів, кокцидіозів).